# Орден Святого Карлоса (Колумбия)
Орден Святого Карлоса — государственная награда Колумбии.

## История
Орден Святого Карлоса был учреждён 16 августа 1954 года для вознаграждения колумбийцев и иностранных граждан, внесших исключительный вклад в развитие колумбийской нации, особенно в области международных отношений.
Орден был учреждён в семи классах:
- Орденская цепь
- Кавалер Большого креста с золотой звездой
- Кавалер Большого креста
- Гранд-офицер
- Командор
- Офицер
- Кавалер

| Большая цепь | Большой крест/Большой крест с Золотой звездой | Гранд-офицер |
| Командор     | Офицер                                        | Кавалер      |

## Описание

Большая цепь ордена Сан-Карлоса

Знак ордена – золотой трёхлистный прямой крест зелёной эмали с бортиком, между перекладин которого штралы в виде трёх раздвоенных двугранных лучиков. В центре креста золотой рельефный геральдический щит государственного герба Колумбии. Реверс знака покрыт зелёной эмалью. По горизонтали идёт надпись выпуклыми золотыми буквами: «Orden de San Carlos». Знак при помощи кольца крепится к орденской цепи или ленте.
Звезда ордена аналогична знаку, но большего размера. Штралы также большего размера.
Орденская лента шёлковая муаровая зелёного цвета с двойными золотыми полосками по краям.